# 15cm sFH 02

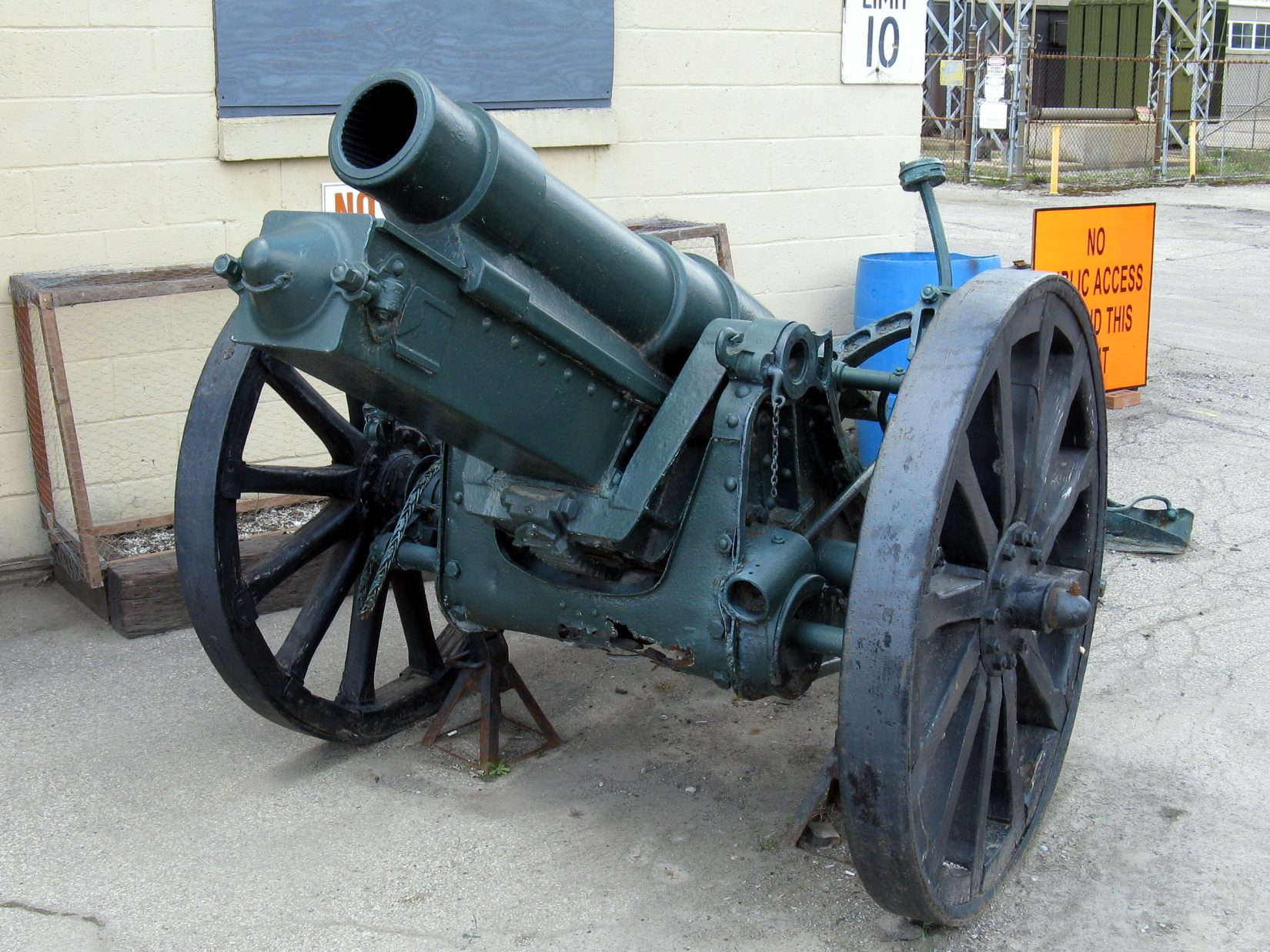
15 cm sFH 02

15 cm sFH 02（15cm schwere Feldhaubitze 02）とは、1903年にドイツ帝国が制式採用した重野戦榴弾砲である。第一次世界大戦において、より新型の15cm sFH 13と共に使用された。

## スペック
- 口径：149.1mm
- 全長：m
- 全幅：m
- 重量：2,035kg
- 砲身長：1,800mm（12口径）
- 仰俯角：0°~+42°
- 左右旋回角：4°
- 運用要員：名
- 発射速度：発/分（最大）
- 最大射程：7,450m
- 生産期間：年~年
- 生産総数：門